# Peso campione
Il peso campione è un campione materiale costituito da un oggetto dotato di massa nota, costante e definita con incertezza relativamente bassa. Un oggetto con queste caratteristiche costituisce un campione di massa, e può considerarsi a tutti gli effetti uno strumento di misura in quanto con esso si possono effettuare delle misure per confronto o sostituzione.
Il peso campione costituisce indirettamente anche un campione di forza: infatti, una massa che subisce l'accelerazione gravitazionale genera una forza costante, diretta verso il centro di gravità, definita comunemente "peso". Si può dire che:
1. P = m * g
  1. dove:
    1. P = peso espresso in Newton [N];
    2. m = massa espressa in chilogrammi (massa) [kg];
    3. g = accelerazione di gravità espressa in m/s^2 (accelerazione di gravità standard = 9,80665 m/s^2).

Questa caratteristica è spesso sfruttata per generare delle forze campioni costanti e precise, da usarsi per misure di forza e delle sue grandezze derivate (pressione, coppia, ecc..).
Per inciso, quasi tutte le misure di massa sono misure indirette, effettuate tramite il confronto dei loro pesi (inteso come forze) generati dalla presenza del campo gravitazionale terrestre (vedi bilance).

## Incertezza del peso
Si è già accennato della necessità di distinguere il concetto di massa con quello di peso (inteso come forza): mentre la massa di un "peso campione" è da considerarsi costante e dipendente dalla quantità di materia con cui esso è stato realizzato, il suo "peso" varia con l'intensità del campo gravitazionale e secondo le condizioni ambientali in cui si trova.
Per esempio, pur mantenendo la medesima quantità di materia, un peso campione con valore nominale di 1 kg genererà un "peso" di 1 chilogrammo forza (kgf) sulla Terra, circa 0,16 kgf sulla Luna e un peso non rilevabile in orbita (assenza di peso). Anche se meno accentuato, il problema si ripresenta anche sulla Terra: la forza gravitazionale locale varia con l'altitudine rispetto al livello del mare, con la latitudine (per lo schiacciamento del globo terrestre) e per l'effetto della densità locale della crosta terrestre.
A complicare le cose, come ogni oggetto sulla Terra, i pesi campione subiscono una piccola spinta aerostatica (diretta verso l'alto): del tutto simile alla spinta idrostatica che si rileva in oggetti immersi in un liquido, la spinta deriva dal fatto che essi sono immersi nel fluido gassoso che chiamiamo aria. Il valore di questa spinta varia con il volume dell'oggetto, con la sua densità specifica, nonché con la densità dell'aria (a sua volta dipendente da temperatura, pressione e umidità atmosferica).
È evidente che tutti gli aspetti appena elencati contribuiscono nella definizione dell'incertezza della forza "peso" generata da pesi campione. Però, come si è già accennato, quasi tutte le misure di massa si basano sul confronto di pesi (inteso come forza) realizzate tramite delle bilance, pertanto gli aspetti sopracitati finiscono per dare il loro contributo anche quando si cerca di fare misure di massa. Anche quando si usano bilance a comparazione per le misure di massa, permangono contributi d'incertezza legati alla definizione esatta della spinta aerostatica.
Fortunatamente, nelle applicazioni comuni non viene richiesta una grandissima precisione nelle misure, e tutti questi fattori possono essere trascurati. Per avere qualche indicazione quantitativa:
- nel territorio italiano la variazione di forza gravitazionale è contenuta entro lo 0,12% del valore nominale;
- sulla superficie di tutta la Terra la variazione di forza gravitazionale è contenuta entro lo 0,52% del valore nominale;
- per ogni metro di spostamento in altitudine (in prossimità della superficie terrestre), la gravità decresce di 0,25-0,3 ppm (parti per milione);
- spostandosi da 0 a 250 m sul livello del mare, a causa della diminuzione della densità dell'aria, il peso (inteso come forza generata dal peso campione) aumenta di 5 ppm.
- tra estate ed inverno assumendo una variazione di 30 °C della temperatura la spinta aerostatica varia di circa un 10% e di conseguenza per ogni m³ del volume dell'oggetto di misura si avrà una variazione di circa 120gr (assumendo l'aria avere un peso specifico di 1200gr/m³).

## Valore nominale
Il "peso campione" è contraddistinto da un valore nominale, vale a dire una quantità di massa nominalmente presente nel peso. Quest'ultimo viene definito pari al valore di massa convenzionale del peso campione.
I valori nominali dei pesi possono essere espressi in:
- kg, quando destinato a diventare un campione di massa. Il principale utilizzo di questo tipo di pesi è quello della verifica di bilance dinamometriche, oppure come campioni da usarsi con bilance a comparazione.
- newton, quando destinato a generare una forza campione. Questi pesi vengono utilizzati per la verifica di strumentazione di misura della forza (es. dinamometri) o di una sua grandezza derivata (torsiometri, manometri, ecc..). In questo caso, il valore nominale è normalmente pari al prodotto tra la massa convenzionale e l'accelerazione di gravità standard (9,80665 m/s^2).

All'atto della realizzazione, i pesi vengono calibrati asportando o aggiungendo materiale, fino a raggiungere il valore nominale, più o meno la tolleranza prevista.

## Classe di precisione
I pesi vengono costruiti con gradi di precisione differente, a seconda delle esigenze dell'utilizzatore. Infatti, malgrado l'apparente semplicità, le difficoltà pratiche di calibrare il valore nominale possono far lievitare molto il costo dei pesi di precisione.
Per i pesi campioni commerciali, la normativa di riferimento è la OIML R111, che suddivide i pesi in 7 classi di precisione differenti, a seconda degli errori massimi sul valore nominale e la loro densità specifica (importante per i già citati problemi di spinta aerostatica). I limiti di tolleranza e le altre prescrizioni, per le varie classi di precisione, sono definiti in tabelle presenti nella normativa di riferimento.
A titolo esemplificativo, ci si può comunque riferire a queste indicazioni semplificate:
- classe E1, er = Vn * (0,5*10e-6);
- classe E2, er = Vn * (1,5*10e-6);
- classe F1, er = Vn * (5*10e-6);
- classe F2, er = Vn * (15*10e-6);
- classe M1, er = Vn * (50*10e-6);
- classe M2, er = Vn * (150*10e-6);
- classe M3, er = Vn * (500*10e-6).

dove er è l'errore massimo e Vn è il valore nominale.
Esempio. Per un peso campione del valore nominale di 1 kg, gli errori massimi saranno circa:
- +/-0,5 mg per un classe E1;
- +/-5 mg per un classe F1;
- +/-50 mg per un classe M1;
- +/-0,5 g per un classe M3.

## Pesiere
Raramente i pesi vengono usati singolarmente, è invece normale acquistarli e usarli in serie, più o meno numerose, chiamate pesiere. Le pesiere possono essere composte sia da pesi di valore nominale differente, sia con valore nominale uguale.
Nel primo caso i pesi vengono costruiti con valori realizzanti progressioni aritmetiche che permettono, combinando pochi elementi, di poter creare complessivamente molte masse. Esempio: una pesiera da 1 kg, composta da quattro pesi da 100-200-200-500 g, opportunamente combinati, possono creare una massa complessiva da 100 g a 1 kg, con step da 100 g, cioè 10 combinazioni. Queste pesiere sono adatte per la creazione di una massa campione di valore arbitrario e per la verifica di bilance. In commercio, è comune trovare pesiere composte da 10-20 pesi, con progressioni che partono da 10 g fino 10 kg.
Nel secondo caso le pesiere vengono composte da pesi con valori nominali identici. Queste pesiere sono adatte per la generazione di forze campione con step omogenei, e sono utilizzate per la verifica di strumentazione di misurazione della forza o le sue derivate (manometri, trasduttori di pressione, dinamometri, torsiometri, ecc..). In commercio, si trovano pesiere composte da serie di 5-10-20 elementi, composte da pesi con valori nominali compresi tra 1 e 100 N.

## Costruzione
La costruzione di un buon peso campione richiede buona capacità tecnica e cura realizzativa. Al di là dell'evidente necessità di realizzare pesi pratici da usare e di valore nominale corretto, particolare cura va posta per la sua stabilità e per la sua resistenza nell'uso.

### Materiali
Si è già accennato all'importanza della densità del materiale con cui vengono realizzati i pesi; in particolare, questi sono realizzati usando materiale ad alta densità, che presenta numerosi vantaggi:
- utilizzando materiale ad alta densità si possono realizzare pesi di piccole dimensioni, e dunque più facilmente trasportabili e immagazzinabili;
- i pesi realizzati con materiali ad alta densità subiscono meno gli effetti della spinta aerostatica dell'aria e della variazione di quest'ultima a causa del cambiamento delle condizioni ambientali.

Per i pesi si utilizzano materiali resistenti alla corrosione e all'ossidazione, fenomeni che, alla lunga, potrebbero minare la stabilità del valore nominale. Per lo stesso motivo, si cerca di realizzare pesi resistenti all'abrasione, magari indurendone solamente la superficie.
Tra i materiali più utilizzati:
- piombo; materiale tradizionale, con cui, grazie all'alta densità, si possono realizzare pesi di valore elevato di piccole dimensioni; per contro questo materiale ha tendenza a ossidarsi facilmente e non resiste alle abrasioni.
- ottone; altro materiale tradizionale, dotato di resistenza all'ossidazione, ma di scarsa resistenza meccanica, per questo motivo spesso viene ricoperto di uno strato di lega al nichel resistente all'abrasione.
- ferro, materiale economico e con buona resistenza meccanica, ma che ha una naturale tendenza ad ossidarsi, per questo viene trattato superficialmente con cromature o carburazioni.
- acciaio inossidabile, materiale con buona resistenza meccanica e all'ossidazione, ma un po' più costoso dei precedenti.

Nel caso di pesi campione di grandissima precisione, viene usata una lega di platino-iridio, dotata di eccezionale inerzia chimica, nonché buone caratteristiche meccaniche. Il campione assoluto di massa da 1 kg che fa da riferimento al Sistema Internazionale di pesi e misure, è realizzato con questa lega.

### Forme
I pesi vengono realizzati con forme diverse, a seconda del valore nominale che si vuole ottenere e dell'utilizzazione prevista. Tra le forme più comuni:
- lamelle, realizzanti pesi di valore molto piccolo, da 1 mg a 1 g (usati tradizionalmente in gioielleria o in farmacia);
- cilindrici, è la forma più comune, realizzanti pesi di valore compreso tra 1 g e 20 kg;
- parallelepipedi, spesso foggiati in modo da ricavarne una maniglia per il trasporto, realizzanti pesi di valore compreso tra 5 kg e 20 kg;
- blocchi, realizzanti pesi di valore molto grande, da 50 kg a 5 t (usati per la verifica di bilance di grande portata o bilici per la pesa di veicoli).

Una forma particolare che i pesi campione possono assumere è quella discoidale, spesso realizzati con le facce convesse, che permettono di essere facilmente impilati. Questi sono pensati per essere usati come sorgente di forze campione: infatti, impilando più pesi, si può incrementare la forza generata mantenendone inalterata la direzione. Spesso questi pesi si presentano con un largo intaglio, che partendo dal centro, raggiunge radialmente la circonferenza, lo scopo di quest'ultimo è quello di poter impilare i pesi attorno ad un'asta dotata di piattello, che funge da telaio di carico e impedisce agli stessi di rovesciarsi una volta impilati.

## Precauzioni nell'uso dei pesi campione
I pesi (specie le serie di precisione) richiedono di essere utilizzati con cura; infatti se manipolati e conservati erroneamente, possono variare la massa e perdere la precisione nominale.
Tra le attenzioni più comuni, si può citare:
- Porre massima cura nella manipolazione, per evitare cadute, scheggiature o abrasioni accidentali. Si ricorda che un peso deformato da un urto, non varia la propria massa; mentre scheggiature e abrasioni portano sicuramente una variazione della stessa (per quanto piccola).
- Assicurarsi che i pesi non vengano a contatto con acqua o agenti corrosivi: la corrosione porta automaticamente alla diminuzione della massa, mentre l'ossidazione porta ad un suo aumento (in quanto il materiale ossidandosi acquista atomi d'ossigeno).
- I pesi di precisione, inoltre, necessitano particolari attenzioni nella loro conservazione e nel loro uso, per evitare che si possa aggiungere massa con degli inquinanti normalmente presenti negli ambienti. La conservazione deve essere effettuata in ambienti puliti, privi di polveri e spesso i pesi vengono protetti sotto campane di vetro. La manipolazione viene eseguita solo usando guanti di cotone che impediscono di sporcarli con il sudore e il grasso della pelle (peraltro acido quanto basta per innescare l'ossidazione del metallo).